# 後間秋穂
後間 秋穂（こしま あきほ、1995年10月30日 - ）は、沖縄テレビ放送 (OTV) のアナウンサー。

## 経歴
沖縄県沖縄市出身。沖縄市立沖縄東中学校、沖縄県立普天間高等学校、福岡大学スポーツ科学部卒業。学生時代は陸上競技の選手で、2015年9月に行われた第43回九州学生陸上競技対校選手権大会において三段跳びで優勝し、走り高跳びでも3位に入賞している。
大学を卒業後、2018年に沖縄テレビに入社。

## 担当番組

### 現在の担当番組
- OTV Live News it!（週末版、2019年4月 - ）

### 過去の担当番組
- OTVプライムニュース（週末版、2018年6月 - 2019年3月）
- ジ・アナウンサーズ（RBCiラジオ、2023年9月5日[3]）
  - 琉球朝日放送アナウンサーの山城咲貴と共にゲスト出演。山城及び同番組パーソナリティーで琉球放送アナウンサーの鎌田宏夢とは同じ2018年入社であり、交流があることからゲスト出演となったもの。